# Arseni Tarkovski

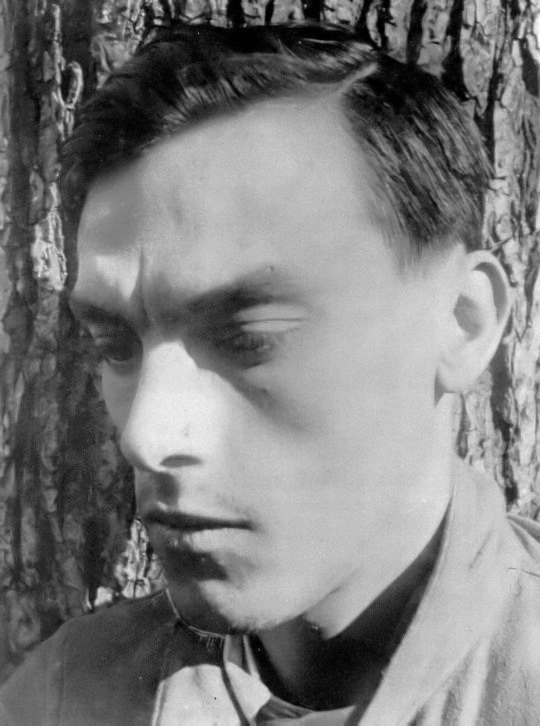
Arseni Tarkovski

Arseni Aleksandrovitsj Tarkovski (Russisch: Арсе́ний Алекса́ндрович Тарко́вский) (Jelisavetgrad, 25 juni 1907 – Moskou, 27 mei 1989) was een Russisch schrijver en dichter, van Oekraïense afkomst. Hij is de vader van de filmregisseur Andrej Tarkovski.

## Leven en werk
Tarkovski werd geboren als zoon van een bankbediende en amateurtoneelspeler van Poolse herkomst en een Oekraïense moeder in de stad Jelisavetgrad, Russische Keizerrijk (thans Kropyvnytsky, Oekraïne). In 1924 vertrok hij naar Moskou en ging werken als journalist, aanvankelijk voor de krant voor spoorwegarbeiders. Daar kreeg hij op een gegeven moment ruimte om dagelijks redactionele stukken in versvorm te publiceren, welke echter literair gezien niet van hoog niveau waren.
Van 1925 tot 1929 studeerde Tarkovski literatuur met de bedoeling professioneel schrijver te worden. Hij vertaalde Oosterse poëzie (hetgeen hij tot op hoge leeftijd bleef doen), maar met het schrijverschap wilde het aanvankelijk niet echt lukken. Tijdens de Tweede Wereldoorlog werkte Tarkovski als oorlogsjournalist en raakte ernstig gewond, hetgeen uiteindelijk (vanwege gangreen) leidde tot de amputatie van zijn been.
Tarkovski publiceerde pas in de jaren vijftig zijn eerste gedichten, vooral filosofische lyriek in de geest van Afanasi Fet en Fjodor Tjoettsjev. In een compacte stijl, met rijke en klassieke vormen, schreef hij over de 'eeuwige thema's' van liefde, dood en kunst. Bekende en door kenners geprezen bundels zijn Voor de sneeuw (1962), De aarde wat de aarde toekomt (1966), De bode (1969) en Winterdag (1980). Hij schreef ook over poëzie en de rol van de dichter, die hij zag als brug tussen verleden en toekomst.
Arseni Tarkovski is de vader van de beroemde filmregisseur Andrej Tarkovski, die zijn vader af en toe een gedicht liet voordragen in zijn films, bijvoorbeeld in De spiegel (na 12 minuten).

## Gedicht
Min van vogels en libellen,

Kreeg het blauw de kleur van as, 

Onweer laat zich al voorspellen, 

In de zwoelte dort het gras.
Kaïn komt en doet zijn ronde, 

Beukt de ramen en verwijt-

Zo hou je de wind eronder-

Broerlief onbehouwenheid
Hitte is door kou verdrongen, 

Hagel huppelt op het graan. 

Zie de wereld is weer jong en

Abel treft daadwerkelijk blaam.
Met de jaren zal ik leren

Welk lot mij beschoren is, 

Niet bij machte mij te weren, 

Lijk het was in Genesis.
(vertaling Peter Zeeman)